# Brackvattensjöpung
Brackvattensjöpung (Molgula tubifera) är en sjöpungsart som först beskrevs av Ørsted 1844.  Brackvattensjöpung ingår i släktet Molgula och familjen kulsjöpungar. Enligt den svenska rödlistan är arten otillräckligt studerad i Sverige. Arten förekommer i Götaland. Artens livsmiljö är havet, brackvattenmiljöer. Inga underarter finns listade.